# Храм на Венера и Рома
Храмът на Венера и Рома (на латински: Templum Veneris et Romae) е най-големият известен римски храм в Древен Рим. Разположен е на източната страна на Римския форум, близо до Колизеума. Посветен е на богините Венера Феликс и Рома Етерна. Храмът е построен от римския император Адриан. Строежът на храма започва през 121 и завършва 141 г. по времето на император Антонин Пий. В 307 г. частично изгаря и е реставриран от император Максенций.

## История

### Античност
Първоначалните дейности по строителството на храма са проведени през 121 година и са свързани с ежегодно провеждания на 21 април традиционен фестивал Парилия (Parilia), който император Адриан прекръства в Ромея (Romaia) и превръща в пищен празник отбелязващ основаването на Рим. Амбициозният замисъл е изисквал значително по размер пространство, което било осигурено посредством разрушаването на церемониалния входен двор на Нероновия Златен дом и изместването, с помощта на 24 слона, на стоящата в него колосална статуя.
Работата по същинската сграда на храма започва през 125 – 126 година, скоро след като Адриан се завръща от обиколка на източните провинции на империята, включително провинциите Азия и Ахая. В тази връзка според известния, но поставян под съмнение от съвременните изследователи, разказ на Дион Касий императорът изпратил плана на сградата на Аполодор Дамаски, за да разбере мнението му. Известният архитект отвърнал с упреци за позицията на храма и размера на култовите статуи на богините Венера и Рома, който според него бил непропорционален на зданието, защото ако двете „решат да се изправят и излязят не биха могли да го сторят“. Адриан бил дотолкова разгневен от отговора, че наредил Аполодор да бъде убит. Независимо от това строителството на храма продължило съобразно първоначалния план на императора.
Адриан официално открил Храма на Венера и Рома в периода 135 – 137 година, макар че сградата все още не е била напълно завършена. Окончателно строителните дейности били завършени по времето на император Антонин Пий, около 140 – 145 година. Сградата станала фокус за фестивала честващ рождения ден на Рим. През 248 година храма играл централна роля в организираните от император Филип Араб разточителни тържества по случай хиляда години от основаването на града.
През 307 година храма е сериозно повреден от пожар, което налага възстановяването му от император Максенций. Възможно е мащабните работи по реконструкцията да са ангажирали около 10000 души. Амиан Марцелин споменава внушителната сграда като едно от архитектурните достижения събудили особено възхищение у Констанций II при посещението му в Рим през 356 година. Храмът е споменат и в писанията на християнския поет Пруденций.
В късната античност, с оглед на промяната на религиозната политика на Римската империя, храма губи своето практическо значение на светилище и се превръща в грандиозен паметник на миналото и наследството на Рим. Пишещият през 6 век Касиодор съобщава, че по негово време сградата е била наричана Храм на Града (Templum Urbis), наименование използвано още от Амиан Марцелин.

### Средновековие
Храмът на Венера и Рома най-вероятно е бил окончателно разрушен вследствие на земетресение нанесло тежки щети в района на Римския форум по време на папа Лъв IV, който нарежда върху част от него да бъде издигната базиликата Санта Мария Нова. През 1612 година е извършена реконструкция на църквата тази църква носи името Санта Франческа Романа.

### Съвремие
До съвремието е оцеляла малка част от храма. Огромното количество мрамор, от който е била изградена сградата е бил преизползван за други строежи през Средновековието. Частично запазени са централните помещения (цела), в който са били разположени култовите статуи на двете богини и част от колоните на портиците заграждащи зданието.

## Местоположение
Храмът на Венера и Рома е построен върху малкия хълм Велия, по протежение на северната страна на Виа Сакра и в непосредствена близост до Колизеума. В урбанистичен план сградата играе важна посредническа роля между големите пространства на Римския форум и Флавиевия амфитеатър като споделя една ос на разположение с последния. До югозападния ъгъл на храма е разположена Арката на Тит.

## Архитектура
Архитектурата на Храма на Венера и Рома е силно повлияна от интереса на Адриан към гръцката култура. Точно преди да започне строителството на сградата той посещава Атина и Пелопонес, включително селища като Аргос и Олимпия, където събира впечатления от различни гръцки храмове. Най-значим от тях е бил все още недовършеният по това време атински Храм на Зевс Олимпийски, който впоследствие е окончателно изграден именно по заповед на императора. Планът на това светилище, но пригоден за особеностите на Рим, служи за основа на Храма на Венера и Рома.

### Екстериор
Храма е построен върху голяма правоъгълна платформа (145х100 метра), западната част на която е изградена от туфа, а източната от зидани бетонни пилони и сводове. От външните си страни тя е била изцяло облицована с камъни от т. нар. пеперино (кафяв или сив вулканичен туф). Нейните сводести конструкции са осигурявали обслужващи помещения за Колизеума. От страната на Римския форум платформата е разполагала с широко стълбище, което е осигурявало достъпа до храма, а от противоположната страна същата роля са изпълнявали две по-малки стълбища разположени при всеки от нейните ъгли.
Върху двете по-дълги страни на платформата са били издигнати по един дълъг портик изпълнен в коринтски стил с колони от червен и сив египетски гранит. Северният такъв е бил заграден със стена, а южният е бил малко по-широк и с два реда колони. В средата на всеки портик се е издигали пропилеи чиито колони се отличавали от останалите, но сами по себе си не осигурявали достъп до вътрешността.
Същинската сграда на храма, която се издигала върху платформата, била изградена почти изцяло по гръцки образец. Така за разлика от повечето римски храмове този бил издигнат не върху висок подиум, а върху нисък стилобат, който разполагал със стълбища от четирите си страни осигурявайки по този начин достъп до храма от всички посоки. Подобно на Храма на Зевс Олимпийски, перистила на сградата е бил диптерен с два реда мраморни колони в коринтски стил от всяка дълга страна и три от всяка къса. Размерът на колоните от ок. 17 метра дължина и ок. 1,9 метра ширина вероятно е бил сходен и при двете сгради. За разлика от атинското светилище, което е било октастилно (с осем колони от лицевата страна), Храмът на Венера и Рома е бил декастилен (с десет колони) и с по-голям размер. Дължината на правоъгълното здание е възлизала на 111,5 метра, а ширината на 54 метра.
Покривът на храма е бил покрит с позлатени бронзови плочи, които останали непокътнати дори при разграбването на Рим от вандалите през 455 година, но били свалени от папа Хонорий I с позволението на император Ираклий, за да послужат за покриване на Константиновата базилика „Свети Петър“.

### Интериор
Създаденият от Адриан интериорен план на сградата се отличавал с особеност липсваща при други римски и гръцки храмове, но отговаряща на изискванията на двойния Храма на Венера и Рома. Вътрешността на сградата не съдържала една цела, а две, като в източната била разположена култовата статуя на богинята Венера, а в западната тази на Рома. Ширината им, възлизаща от 87 римски стъпки (25,75 метра), ги поставяла сред най-големите покрити помещения в античния Рим. Стените на самите правоъгълни помещения били изградени от бетон облицован с тухли, които на свой ред били покрити изцяло от външната и вътрешната страна с мрамор. По двете дългите страни на двете стаи били наредени по един ред от осем колони. Целите били разделени от една стена, в която имала две врати за преминаване от едната в другата. По този начин статуите на двете седнали богини били долепени с гръб една към друга.
Реконструкцията на храма извършена от император Максенций изменила вътрешността му. Най-важната новост представлявала изградената полукръгла сводеста апсида във всяка от целите. Също по това време оригиналната Адрианова дървена фермова конструкция поддържаща покрива, която вероятно била засегната от пожара, била заменена с най-големия строен в Рим цилиндричен свод надминаващ по размер дори този в Базиликата на Максенций.
- Цела на богинята Рома.
- Цела на богинята Венера
- Декорация на апсидата